# Alexandros Mavrokordatos
Alexandros Mavrokordatos (tiếng Hy Lạp: Αλέξανδρος Μαυροκορδάτος; 11 tháng 2 năm 1791 – 18 tháng 8 năm 1865) là một chính khách Hi Lạp và là thành viên dòng họ Mavrocordatos gốc người Phanariotes.

## Tiểu sử
Năm 1812, Mavrokordatos bị đưa ra xét xử tại phiên tòa của người chú Jean Georges Caradja, Hospodar của Wallachia, kết quả là ông bị lưu đày tại Đế quốc Áo (1818). Tại đây ông đã học tập ở Viện đại học Padua. Ông là một thành viên của tổ chức Filiki Eteria bao gồm những người Hi Lạp Phanariot phải lánh nạn đến Morea khi chiến tranh giành độc lập Hi Lạp nổ ra vào năm 1821. Tại thời điểm bắt đầu cuộc cách mạng, Mavrokordatos đang sống ở Pisa cùng với nhà thơ Percy Bysshe Shelley và vợ ông Mary Shelley, và khi hay được tin về cuộc cách mạng, Mavrokordatos đã đi đến Marseilles để mua vũ khí và lên tàu trở về Hi Lạp. Mavrokordatos với phẩm chất là một người rất giàu có, được giáo dục tốt, thông thạo bảy ngôn ngữ, có kinh nghiệm trong cai quản Wallachia được nhiều người tin tưởng sẽ là lãnh đạo tương lai của Hi Lạp. Khác với nhiều lãnh đạo Hi Lạp cùng thời, Mavrokordators đã sống ở phương Tây và do đó ông thường mặc Âu phục và có thiên hướng về một mô hình chính trị phương Tây cho Hi Lạp. Nhà cảm tình Hi Lạp người Mỹ Samuel Gridley Howe đã mô tả Mavrokordatos:
"Cách hành xử của ông hoàn toàn dễ chịu và lịch thiệp mặc dù ấn tượng ban đầu xuất phát từ sự lịch sự quá mức và nụ cười luôn hiện diện khiến ta nghĩ ông là một công tử bột tốt tính ngớ ngẩn, nhưng ta sẽ nhận ra ngày dựa vào những cái nhìn tò mò trìu mến sẽ hoàn toàn biến mất, cho thấy phong thái có chút gì trẻ con được ông che giấu, theo một nghiên cứu tỉ mỉ của một người khách...Mỗi hành động của ông luôn được bạn bè nhận xét xuất phát từ lòng yêu nước không vụ lợi; nhưng những kẻ thù của ông lại do dự tán thành nhằm gây bất lợi cho lợi ích và phe ông...Đay chính là sự thật thường được công nhận ở cả hai phe".
 Mavokordhatos, vốn là một người tháo vát, thông minh trở thành chính trị gia tốt nhất cho sự lựa chọn lãnh đạo của cuộc đấu tranh cho Hi Lạp và thêm vào đó ông đều nắm được việc điều hành gián tiếp hoặc trực tiếp các hội đồng để thành lập chính phủ Hi Lạp. Ông tích cực tham gia thiết lập một chính phủ dân sự cho Hi Lạp, và kết quả là vào tháng 1, 1822 ông được Hội nghị Quốc gia Lần thứ nhất tại Epidaurus bầu làm "Tổng thống Hành pháp", đánh dấu việc ông trở thành nhà lãnh đạo đầu tiên của Hi Lạp. Hội nghị Epidaurus là thành công lớn của Mavrokordatos khi ông viết bản hiến pháp đầu tiên của Hi Lạp và trở thành tân lãnh đạo quốc gia. Do trên thực tế chính phủ Hi Lạp có ít quyền lực trên toàn lãnh thổ, nên Mavrokordatos ưu tiên bảo vệ cứ địa của ông ở Tây Roumeli, và đi đến đảo Hydra trước tiên nhằm đảm bảo sự ủng hộ của những chiến thuyền của người Hyrdriot và sau đó là tới Missolonghi, nơi mà ông giám sát việc xây dựng các công trình phòng thủ bằng của cải của mình nhằm thiết lập một mạng lưới hậu phương vững chắc từ sự ủng hộ từ Tây Roumeliot. Mavrokordatos đã không đóng vai trò gì như một lãnh đạo quốc gia, mà chỉ lập ra một bản hiến pháp phức tạp một cách có chủ tâm nhằm đảm bảo rằng sẽ không có ai có thể trở thành lãnh đạo kế thừa trong lúc ông đang lui về cứ địa của mình ở Tây Roumeli. Một nhà quan sát đã bình luận về chiến thuật này của Mavrokordatos như sau: "Ông đã bắt chước sự tinh ranh của một con nhím, bằng cách thu hết gai trở nên hiền hòa khi trở về ổ của mình, và sẽ phình gai ra bất cứ lúc nào cản trở bất cứ kẻ nào muốn xông vào".

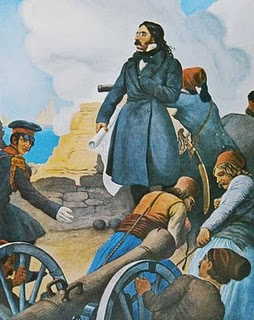
Alexandros Mavrokordatos by Peter von Hess.

Trong cùng năm đó, ông đã chỉ huy bước tiến của lực lượng Hi Lạp vào khu vực phía tây Trung tâm Hi Lạp, và lãnh phải thất bại nặng nề tại Peta ngày 16 tháng 7, nhưng bù lại sau đó ông đã giữ vững được lực lượng trong trận Bao vây Missolonghi lần nhất (tháng 11 năm 1822 đến tháng 1, 1823). Tại Peta, Mavokordatos muốn một chiến thắng bằng các đơn vị nước ngoài cảm tình với Hi Lạp và binh lính Hi Lạp bản xứ được huấn luyện bởi người Đức Karl von Normann-Ehrenfels nhằm cho thấy ưu thế của việc huấn luyện chuyên nghiệp. Mavorkordatos bổ nhiệm Normann-Ehrenfels, một cựu đại úy trong quân đội Wurttemberg làm chỉ huy trưởng của ông. Tại hội đồng Argos diễn ra năm 1823, Mavrokordhatos không muống tiếp tục chức vụ cũ, nhưng đã tự bổ nhiệm mình làm tổng thư ký Hành pháp, nhằm mục đích nắm mọi giấy tờ đi và đến nhánh Hành pháp. Năm 1823, Mavokordatos ủng hộ Thượng viện trong tranh chấp với Hành pháp vốn đang nằm trong tay những người ủng hộ đối thủ của ông là Theodoros Kolokotronis. Năm 1824, Mavrokordatos chào đón Lord Byron đến Hi Lạp và cố gắng thuyết phục ông này dẫn đầu một cuộc tấn công vào Navpaktos. Năm 1824, Mavorokordhatos bảo trợ cho một âm mưu của nhà cảm tình Hi Lạp người Mỹ George Jarvis và người Scotland Thomas Fenton nhằm ám sát đối thủ Odysseas Androutsos và anh rể của Androutsos là Edward John Trelawny.
Lập trường hướng Anh quốc của Mavorokordhatos đã dẫn đến sự xung đột chia rẽ với Đảng "Nga" lãnh đạo bởi Demetrius Ypsilanti và Kolokotronis; và mặc dù ông giữ chức vụ đối ngoại một thời gian ngắn trong nhiệm kỳ tổng thống Petrobey (Petros Mavromichalis) ông bị buộc rút lui khỏi chính trường vào tháng 2 năm 1825, khi ông một lần nữa trở thành Bộ trưởng Ngoại giao. Cuộc đổ bộ của Ibrahim Pasha lên Hi Lạp diễn ra sau đó, và Mavrocordatos lại một lần nữa gia nhập quân đội, và may mắn trốn thoát trong thất bại nặng nề tại Trận Sphacteria (1825) diễn ra vào ngày 9 tháng 5, bằng tàu Ares.
Sau khi Missolonghi thất thủ (22 tháng 4 năm 1826) ông đã quyết định nghỉ hưu, cho đến khi Tổng thống John Capodistria bổ nhiệm ông làm một thành viên Ủy ban quản trị quân nhu, chức danh này sau đó ông đã từ chức vào năm 1828. Sau sự kiện Kapodistria bị ám sát (9 tháng 10 năm 1831) và việc anh trai và người kế nhiệm của ông Augustinos Kapodistrias đồng loạt từ chức (13 tháng 4 năm 1832), Mavrocordatos trở thành Bộ trưởng Tài chính. Ông là Phó Chủ tịch của Hội đồng Quốc gia tại Argos (tháng 7 năm 1832), và được Vua Otto bộ nhiệm làm Bộ trưởng Tài chính, và vào năm 1833 là Thủ tướng.
Từ năm 1834 trở đi, ông là đại sứ Hi Lạp tại Munich, Berlin, Luân Đôn và sau một khoảng thời gian ngắn làm Thủ tướng Hi Lạp năm 1841, ông được bổ nhiệm làm đại sứ tại Constantinople. Năm 1843, sau cuộc nổi dậy lần 3 vào tháng 9, ông trở về Athens với tư cách Bộ trưởng mà không có vị trí trong nội các Metaxas, và từ tháng 4 đến tháng 8 năm 1844, ông là người đứng đầu chính phủ được thành lập sau khi Đảng Nga thoái trào. Trở thành đối lập, và ông phủ nhận bất cứ vai trò nào trong tấn công bạo lực chống lại chính phủ Kolettis. Trong khoảng thời gian 1854-1855 ông lại trở thành người đứng đầu chính phủ trong vài tháng. Ông qua đời tại Aegina vào ngày 18 tháng 8 năm 1865.